# Cymbosema roseum
Cymbosema roseum är en ärtväxtart som beskrevs av George Bentham. Cymbosema roseum ingår i släktet Cymbosema, och familjen ärtväxter. Inga underarter finns listade i Catalogue of Life.